# Lourdinha Bittencourt
Maria de Lourdes Bittencourt (Campinas, 30 de outubro de 1923 — Rio de Janeiro, 19 de agosto de 1979), conhecido como Lourdinha Bittencourt, foi uma atriz e cantora brasileira que atuou em telenovelas como Irmãos Coragem e outras. Em 1952 casou-se com o cantor Nelson Gonçalves, casamento este que durou até 1959, quando eles se separaram.

## Carreira

### Na televisão
| Ano  | Título           | Papel   |
| ---- | ---------------- | ------- |
| 1974 | Fogo Sobre Terra | Suely   |
| 1972 | Selva de Pedra   | Nina    |
| 1970 | Irmãos Coragem   | Manoela |
| 1969 | Véu de Noiva     | Olga    |
| 1969 | Rosa Rebelde     | Marta   |

### No cinema
| Ano  | Título             | Personagem |
| ---- | ------------------ | ---------- |
| 1935 | Cabocla Bonita     |            |
| 1936 | Noites Cariocas    |            |
| 1937 | Maria Bonita       |            |
| 1943 | Moleque Tião       |            |
| 1944 | É Proibido Sonhar  | Cantora    |
| 1947 | Asas do Brasil     |            |
| 1947 | Não me Digas Adeus |            |
| 1948 | Obrigado, Doutor   | Esposa     |
| 1948 | Poeira de Estrelas | Sônia      |
| 1949 | O Homem que Passa  | Alma       |
| 1952 | Está com Tudo      |            |
| 1953 | Com a Mão na Massa |            |
| 1956 | Guerra ao Samba    |            |
| 1956 | Samba na Vila      |            |